# Bedegkér
Bedegkér is een plaats (község) en gemeente in het Hongaarse comitaat Somogy. Bedegkér telt 533 inwoners (2001).